# بيرت برادلي
بيرت برادلي (بالإنجليزية: Bert Bradley)‏ هو لاعب كرة قاعدة أمريكي، ولد في 23 ديسمبر 1956 في أثينا في الولايات المتحدة.

## وصلات خارجية
- بيرت برادلي على موقعبيزبول رفرنس.كوم (الدوري الرئيسي) (الإنجليزية)
- بيرت برادلي على موقعبيزبول رفرنس.كوم (الدوري الثانوي) (الإنجليزية)